# 42-es villamos (Bécs)
A bécsi 42-es jelzésű villamos a város villamoshálózatának a legrövidebb, 3,4 km hosszú   tagja. Útvonala során Bécs egy északibb területének látja el a belvárosi kapcsolatát.

## Útvonala
| → Antonigasse                                                                                  | → Schottentor                                                                                   |
| ---------------------------------------------------------------------------------------------- | ----------------------------------------------------------------------------------------------- |
| - Schottentor - Währinger Straße - Währinger Gürtel - Kreuzgasse - Chamissogasse - Antonigasse | - Antonigasse - Sommarugagasse - Kreuzgasse - Währinger Gürtel - Währinger Straße - Schottentor |

## Története
A viszonylatot 1907 március 9-én adták át a maihoz hasonló útvonalon. Útvonalát nagyobb mértékben soha sem módosították.

## Járművek
A vonalon alacsony padlós ULF villamosok, közülük is a rövidebb változat közlekedik. A magas padlós SGP E1 járművek 2015-ben búcsúztak a vonaltól. A járműkiadást  Gürtel  kocsiszín biztosítja

## Megállóhelyei
| 42 (Schottentor ◄► Antonigasse) | 42 (Schottentor ◄► Antonigasse) | 42 (Schottentor ◄► Antonigasse) | 42 (Schottentor ◄► Antonigasse)             | 42 (Schottentor ◄► Antonigasse) |
| Perc (↓)                        | Megállóhely                     | Perc (↑)                        | Átszállási kapcsolatok                      |                                 |
| ------------------------------- | ------------------------------- | ------------------------------- | ------------------------------------------- | ------------------------------- |
| 0                               | Schottentor végállomás          | 15                              | U2 1, 37, 38, 40, 41, 43, 44, 71, D 1A, 40A |                                 |
| 2                               | Schwarzspanierstraße            | 13                              | 37, 38, 40, 41                              |                                 |
| ∫                               | Sensengasse                     | 11                              | 37, 38, 40, 41                              |                                 |
| 4                               | Spitalgasse                     | 10                              | 5, 33, 37, 38, 40, 41                       |                                 |
| 7                               | Währinger Straße, Volksoper     | 8                               | U6 40, 41 40A                               |                                 |
| 9                               | Michelbeuern–AKH                | 6                               | U6                                          |                                 |
| 10                              | Eduardgasse                     | 4                               |                                             |                                 |
| 12                              | Johann-Nepomuk-Vogl-Platz       | 3                               |                                             |                                 |
| 12                              | Vinzenzgasse                    | 3                               | 9                                           |                                 |
| 13                              | Sommarugagasse                  | 1                               | 9                                           |                                 |
| 14                              | Antonigasse végállomás          | 0                               |                                             |                                 |

## Galéria

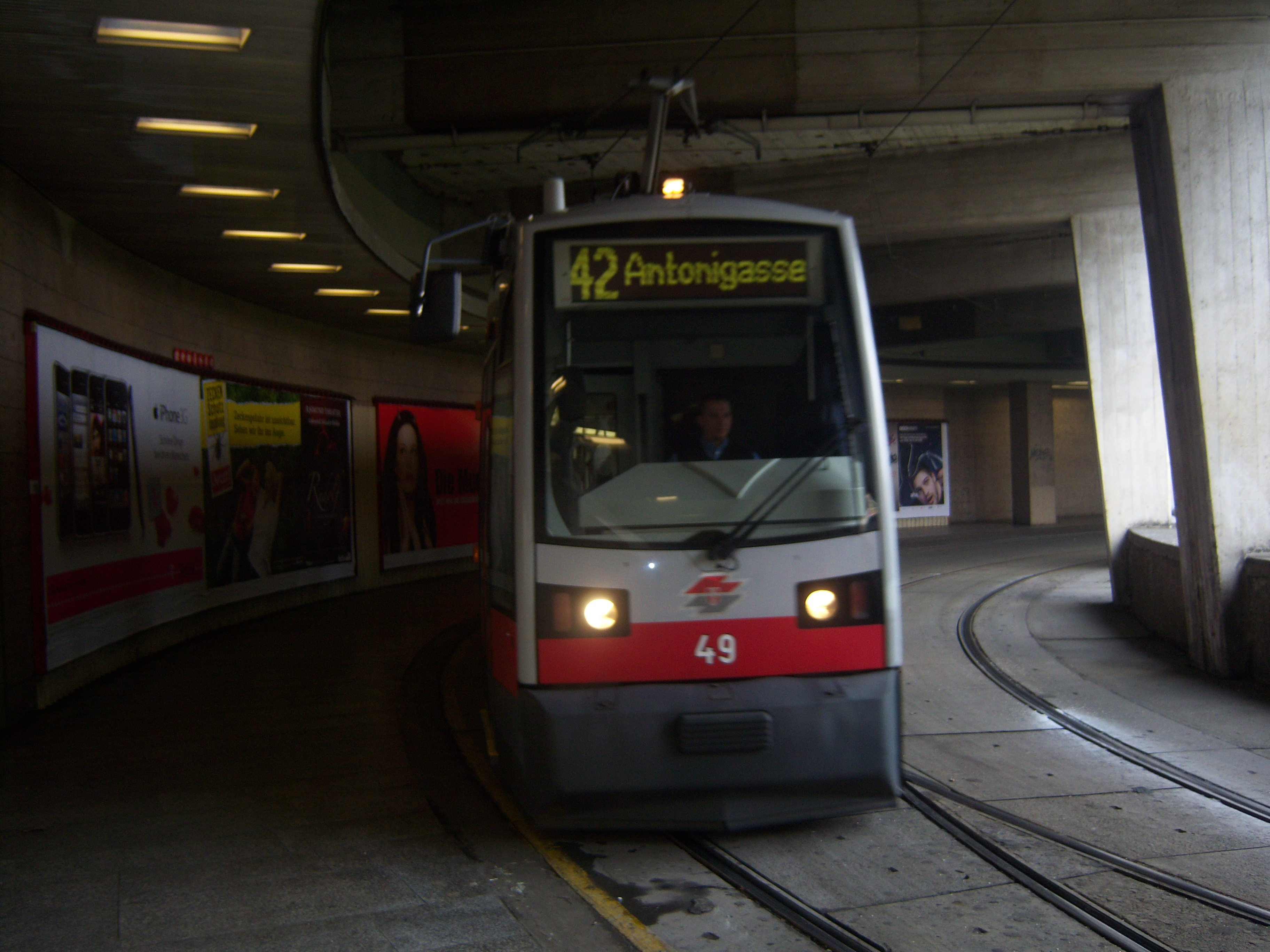
Schottentor
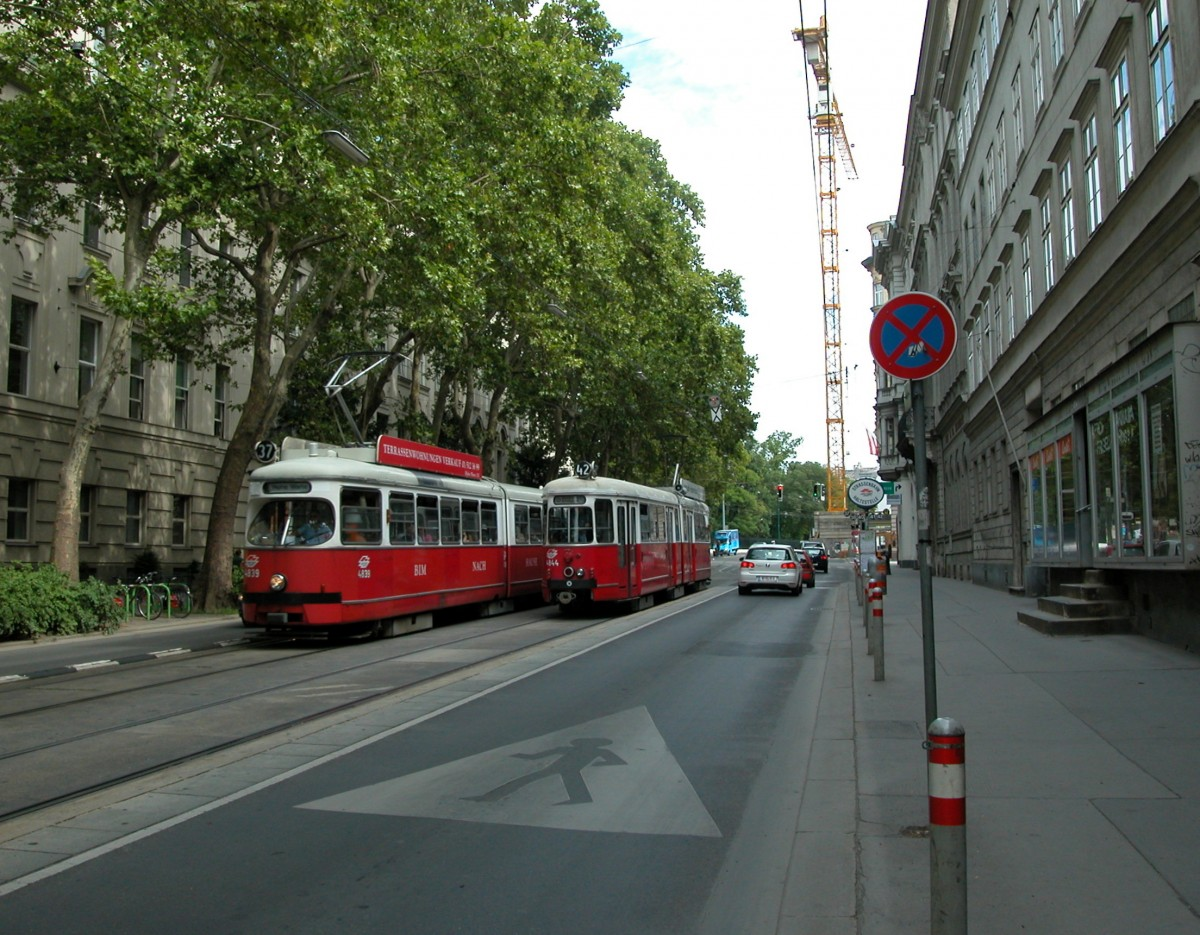
Sensengasse
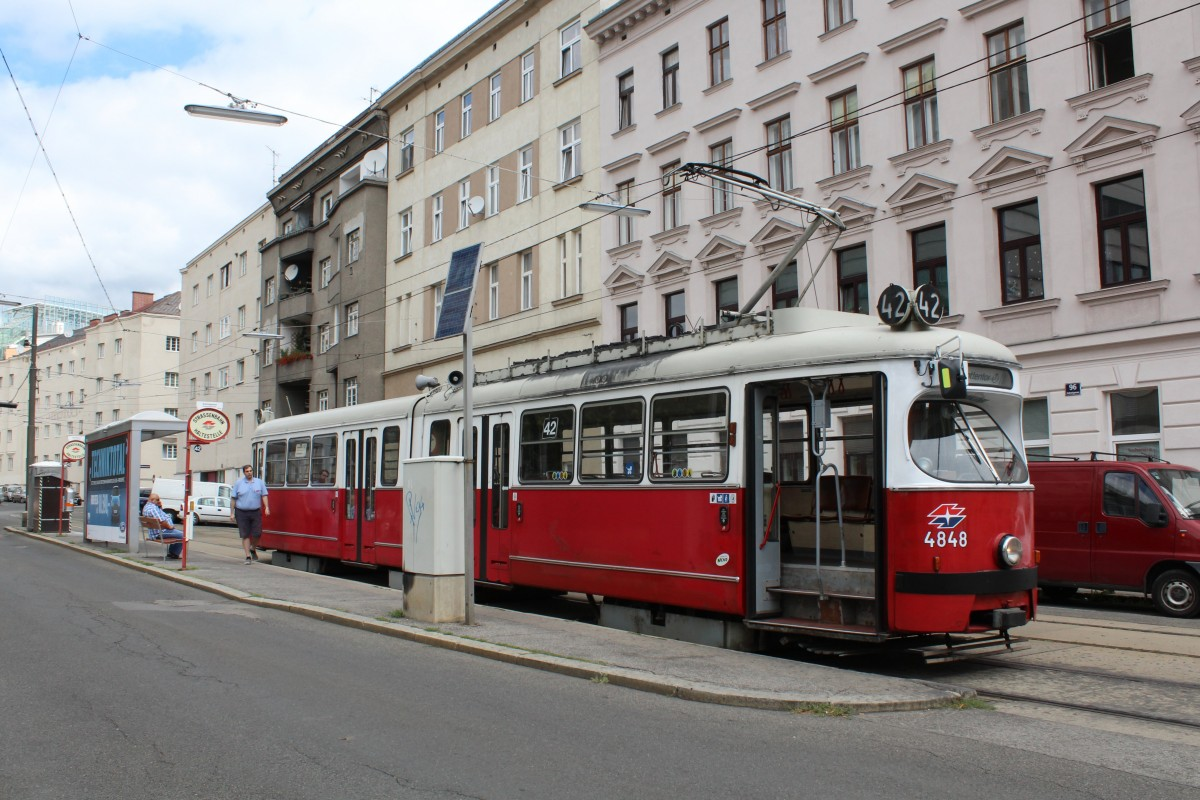
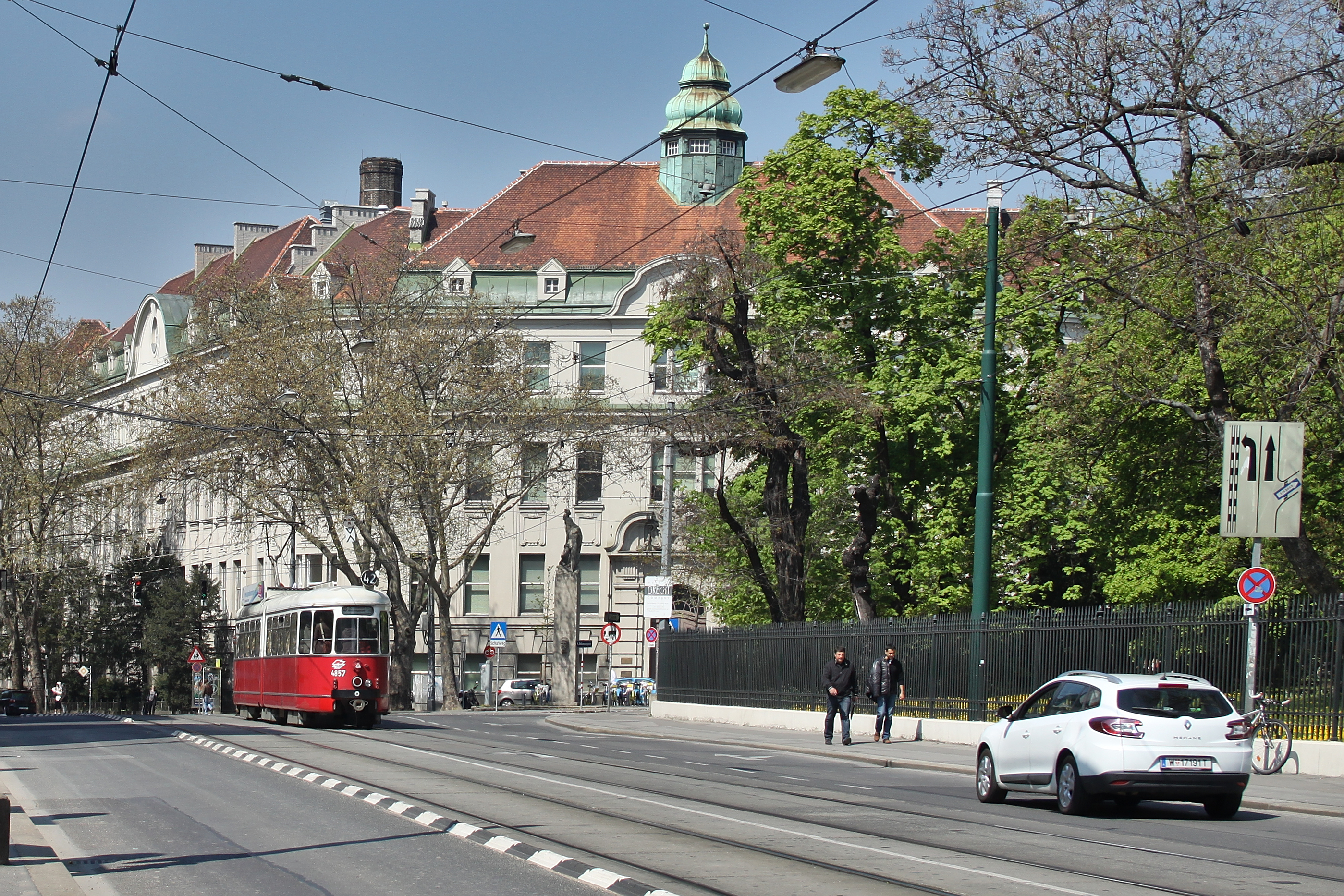
Währinger Straße
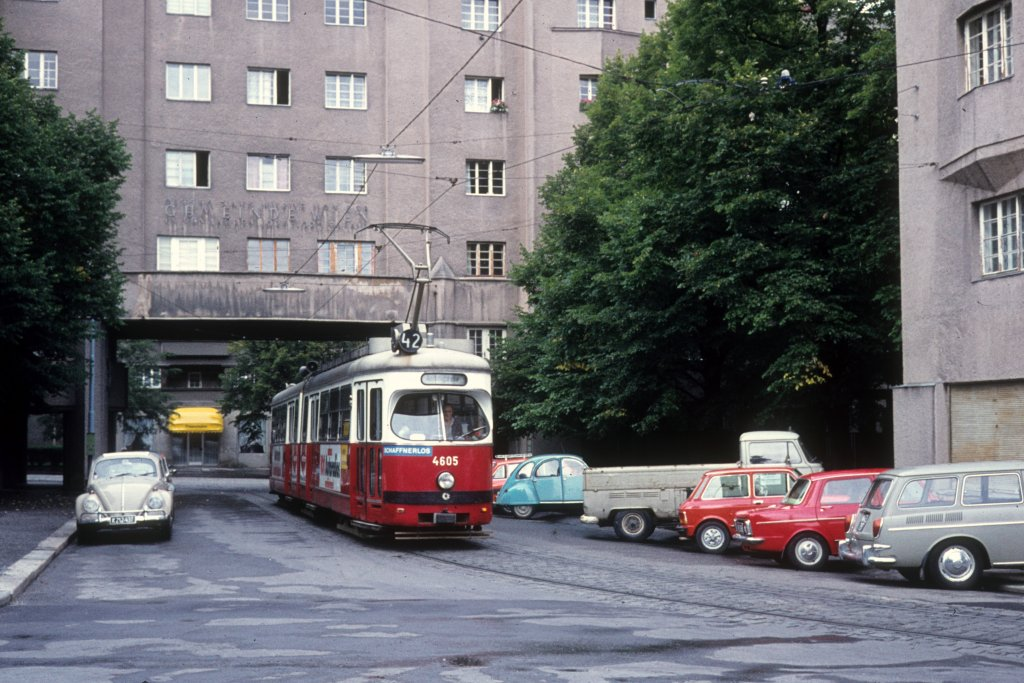
1975